# Petros Gkaidatzis
Petros Gkaidatzis (25 de novembro de 2000) é um remador grego.

## Carreira
Membro da equipe grega de skiff duplo leve desde 2018, ele começou a remar com Antonios Papakonstantinou em 2023. Em maio de 2023, no Campeonato Europeu de Remo de 2023 em Bled, Eslovênia, Gkaidatzis conquistou o bronze junto com Papakonstantinou no skiff duplo leve. Naquele mês, eles se classificaram para os Jogos Olímpicos no torneio de qualificação em Lucerna.
Nos Jogos Olímpicos de Verão de 2024, em Paris, conquistou a medalha de bronze na competição de skiff duplo leve masculino, ao lado de Papakonstantinou com o tempo de 6:13.44.